# Hectar
Pour les articles homonymes, voir Hectare.
Hectar est un établissement d'enseignement supérieur privé spécialisé dans la formation aux métiers agricoles et de reprise d'exploitation, créé et financé par Audrey Bourolleau et l'homme d'affaires Xavier Niel en 2020, situé à Lévis-Saint-Nom, dans le département des Yvelines,,.

## Historique
En décembre 2019, Audrey Bourolleau, ancienne conseillère agriculture d'Emmanuel Macron à l'Élysée, et ancienne directrice du lobby Vin et société, et son mari Xavier Alberti, président directeur-général de Châteaux & Hôtels Collection, achètent le domaine de la Boissière, un terrain agricole céréalier de 600 hectares sur la commune de Lévis-Saint-Nom, dans les Yvelines. Le 18 décembre, la société « S4H » est créée à Lévis-Saint-Nom. Elle serait détenue à 51% par Audrey Bourolleau et à 49 % par NJJ Exclusive. Le 28 décembre suivant, l'association à but non lucratif « S4H Asso » est déclarée à la sous-préfecture de Rambouillet.
Le 18 mars 2020, l'association « S4H Asso » déclare la modification de son titre en « Ferme-école de la Boissière » en sous-préfecture.
Le 21 octobre 2020, l'association à but non lucratif « Ferme-école de la Boissière » déclare sa modification en « Hectar » en sous-préfecture de Rambouillet.
Le 24 février 2021, le magazine Capital révèle le lancement par Audrey Bourolleau d'une école d'agriculture gratuite financée à hauteur de 49 % par l'homme d'affaires français Xavier Niel via sa holding personnelle NJJ Exclusive. La première rentrée serait prévue pour septembre 2021,,. Le directeur général de l'école, Francis Nappez, est un ancien cadre de BlaBlaCar. L'école Hectar est située dans le domaine de la Boissière, sur le territoire de la commune de Lévis-Saint-Nom, dans le parc naturel régional de la Haute Vallée de Chevreuse.
En janvier 2024, Les Echos indiquent que, en un peu plus de deux ans, Hectar a aidé 115 agriculteurs à lancer leur projet agricole.

## Programme
En juillet 2021, Le Monde indique que la première rentrée va avoir lieu en septembre 2021, et que l'école a pour objectif de former deux mille personnes par an selon plusieurs cursus, ayant des formats différents. Sont ainsi proposés :
- un programme court et gratuit, essentiellement en ligne (via internet), sur une période de cinq semaines ;
- une formation de six mois en alternance, destinée à ceux qui veulent devenir entrepreneurs agricoles ;
- une autre formation en alternance de six mois, financée par Pôle emploi, pour les salariés agricoles désireux de se reconvertir ;
- une formation d'une année, gratuite, en partenariat avec l’école d’informatique 42 (cofondée par Xavier Niel), spécialisée dans les données et l’intelligence artificielle appliquées à l'agriculture.

En janvier 2024, Les Echos signale l'existence d'une formation intitulée « tremplin », qui dure cinq semaines et coûte 3 000 euros par personne. 36 % des élèves ayant suivi cette formation ont pu s'installer ou sont en phase d'installation sur des exploitations de maraîchage, de polyculture ou d'élevage.
Hectar ouvre, en janvier 2024, en partenariat avec la firme Parfums Christian Dior, une nouvelle formation, de cinq semaines, qui permet d'étudier comment réaliser une entreprise dans le domaine de la floriculture, avec notamment des cours sur les plans de financement et sur les études de marché. Les Echos indique qu'en plus des cours, les élèves reçoivent un soutien personnalisé délivré par « 70 mentors issus de l'écosystème Hectar ». L'école Hectar cultive elle-même sur son domaine cinq hectares de fleurs, afin d'analyser comment la culture de fleurs, en tant que culture de diversification, peut être modélisée sur le plan de la biodiversité, mais également sur les plans économique, social et technologique.

## Ferme laitière en partenariat avec Danone
Un partenariat avec Danone conduit à installer sur le domaine une ferme laitière pilote de 60 vaches, avec pour objectif de trouver un modèle de rentabilité pour une ferme gérée par un éleveur aidé de deux salariés, travaillant sur un domaine de 60 hectares. Des essais avec un nombre de traites des vaches inférieur aux standards habituels sont prévus. Le magazine LSA indique qu'il s'agit d'une « ferme bio pilote [...] inspirée de l’agriculture régénératrice », et que le lait est utilisé pour fabriqué des yaourts, et sera également utilisé pour faire du fromage,. Les produits laitiers comme les yaourts sont fabriqués dans la laiterie des Godets intégrée sur place, dans le campus de l'école,.

## Critiques, débats
Des syndicats de l'enseignement agricole ainsi que la Confédération paysanne manifestent en juin 2021, redoutant une libéralisation et marchandisation de l'enseignement qui mettrait en danger l'enseignement agricole public d'une part, et mettrait en avant une formation à une logique productiviste d'autre part,.
L'école veut notamment former ses élèves à l'intelligence artificielle, par exemple en connectant des serres à internet, en mettant au point des robots programmés pour désherber. Ce principe d'une formation à la technologie, qui selon Le Monde est « au coeur du projet Hectar », provoque des craintes. Joël Labbé, sénateur écologiste, présent à la manifestation de juin 2021, estime que développer « une agriculture de plus en plus technologique » n'est pas la priorité, estimant qu'il faut d'abord « relocaliser la production sur les territoires, revenir à de la polyculture et du polyélevage, et alimenter des circuits courts ». Fabienne Vasseur, cosecrétaire de la « CGT Agri », estime pour sa part que l'utilisation de la technologie rend l'agriculteur dépendant d'entreprises commerciales. Mais Le Monde signale que tous les acteurs du secteur ne sont pas critiques d'Hectar. Ainsi, Gilles Trystram, directeur général d’AgroParisTech, déclare que « pour faire de l’agroécologie, il y a de plus en plus de besoins de calculs, de mesures ». Le directeur indique également que, dans le monde de la formation, « il y a de plus en plus d’offres » à ce sujet.
Pour Les Echos, le combat d'Audrey Bourolleau, fondatrice d'Hectar, est « désormais celui de toute une génération : mieux manger tout en préservant les terres nourricières ». Et le journal voit comme « urgent » que la profession engage une bascule vers un « rapport apaisé avec la technologie ».
En mars 2022, après une manifestation des paysans et de syndicats d'enseignants, le site Basta liste diverses inquiétudes concernant l'école. Le site affirme notamment que, même si le ministre de l'Agriculture Julien Denormandie a affirmé devant une commission du Sénat ne pas avoir « de commentaire particulier à faire sur cette initiative privée », de « nombreuses organisations » ont directement interpellé le ministre pour dénoncer qu'Hectar, établissement privé, prévoyait « certaines formations diplômantes [...] contrairement à ce qui avait été affiché au départ par ses promoteurs ». Basta affirme également qu'Hectar a le soutien de la présidence de la République, sa directrice Audrey Bourolleau ayant été conseillère en agriculture du président Emmanuel Macron, et étant à nouveau impliquée auprès de ce dernier pour la campagne électorale des présidentielles de 2022. Dominique Blivet, professeur d’économie au lycée agricole d’Angers et syndicaliste de Sud Rural Territoires, y voit un « arrangements entre amis », alors qu'Emmanuel Macron vient de proposer un « plan de 2 milliards d’euros [...] pour soutenir l’agriculture high-tech ». Dominique Blivet critique la vision de l'agriculture du futur de Francis Nappez, directeur d’Hectar, à base de « vaches connectées, de drones et de robots ». Reporterre indique que les promoteurs de ce type d'agriculture la décrivent comme « un remède à la vie éreintante des paysans », mais, selon Clémentine Mattéï, cosecrétaire générale du syndicat d'enseignants Snetap-FSU, même si la technologie facile le travail, elle pousse surtout à produire plus, en détruisant des emplois, et en créant une dépendance vis-à-vis des entreprises du secteur de la robotique, dont les produits sont chers et vont augmenter la dette des paysans.